# Tetraglenes fusiformis
Tetraglenes fusiformis är en skalbaggsart som beskrevs av Francis Polkinghorne Pascoe 1866. Tetraglenes fusiformis ingår i släktet Tetraglenes och familjen långhorningar. Inga underarter finns listade i Catalogue of Life.